# Hercule Coullier de Mulder
Hercule Coullier de Mulder (Ronse, 25 november 1853 - Sint-Niklaas, 6 april 1938) was een Belgisch senator.

## Levensloop
Coullier werd doctor in de rechten en magistraat.
In 1908 werd hij liberaal senator voor het arrondissement Dendermonde-Sint-Niklaas en bleef het mandaat uitoefenen tot in 1921.